# Kenneth Waltz
Realism și Neorealism

Idealism, Liberalism și Neoliberalism

Marxism și Teoria dependenței

Funcționalism și Neofuncționalism 

Teoria critică  și Constructivism

Kenneth Waltz (n. 8 iunie 1924 - d. 12 mai 2013) a fost fondatorul curentului neorealist (sau realism structural) în relațiile internaționale.

## Publicații
- Man, the State, and War: A Theoretical Analysis (1959).
- Foreign Policy and Democratic Politics: The American and British Experience (1967).
- Theory of International Politics (1979).

## Neorealism
Neorealismul împarte cu realismul clasic conceptul de balanță a puterii. Spre deosebire de cel din urmă, neorealismul nu consideră că statele caută să pastreze și/sau crească propria putere din cauza naturii umane, ci din cauza sistemului. În cadrul acestui sistem al politicii internaționale, nu există nici o autoritate superioară statelor (de ex. Dumnezeu), care să ordoneze afacerile internaționale. În acest sens putem vorbi de anarhie. De asemenea, neorealismul, spre deosebire de realismul clasic, introduce conceptul de bipolaritate. Astfel, nu multipolaritatea, cum a fost cazul până în 1939, ci bipolaritatea caracteristică Războiului Rece, duce la stabilitate.

### Realiști clasici
- Edward Hallett Carr
- George F. Kennan
- Hans Morgenthau
- Henry Kissinger

### Neorealiști
- John Mearsheimer
- Stephen Walt
- Stephen Krasner
- Joseph Grieco
- Randall Schweller
- Jack Snyder
- Thomas Christensen
- Robert Gilpin

1. ↑  Kenneth N. Waltz, Encyclopædia Britannica Online, accesat în 9 octombrie 2017
2. ↑  Autoritatea BnF, accesat în 10 octombrie 2015
3. ↑  Guggenheim Fellows database
4. ↑   https://www.apsanet.org/PROGRAMS/APSA-Awards/Heinz-I-Eulau-Award Lipsește sau este vid: |title= (ajutor)